# One Strange Rock
One Strange Rock è un documentario televisivo statunitense prodotto da Nutopia, insieme a Darren Aronofsky, per National Geographic e pubblicato il 26 marzo 2018.
In Italia, è stato mandato in onda sulla stessa rete televisiva dal 27 marzo 2018 ogni martedì.

## Cast
Condotto dall'attore [lavorazioni degli astronauti Chris Hadfield, Nicole Stott, Jeffrey A. Hoffman, Mae Jemison, Leland Melvin, Michael Massimino, Jerry Linenger e Peggy Whitson.

## Episodi

### Stagione 1
| n° | Titolo originale | Titolo in italiano        | Prima TV USA   | Prima TV Italia |
| -- | ---------------- | ------------------------- | -------------- | --------------- |
| 1  | Gasp             | Il respiro della Terra    | 26 marzo 2018  | 27 marzo 2018   |
| 2  | Storm            | La tempesta cosmica       | 2 aprile 2018  | 3 aprile 2018   |
| 3  | Shield           | Lo scudo termico          | 9 aprile 2018  | 10 aprile 2018  |
| 4  | Genesis          | La genesi                 | 16 aprile 2018 | 17 aprile 2018  |
| 5  | Survival         | Sopravvivere              | 23 aprile 2018 | 24 aprile 2018  |
| 6  | Escape           | Via di fuga               | 30 aprile 2018 | 1 maggio 2018   |
| 7  | Terraform        | Creare per distruggere    | 7 maggio 2018  | 8 maggio 2018   |
| 8  | Alien            | Siamo soli nell'Universo? | 14 maggio 2018 | 15 maggio 2018  |
| 9  | Awakening        | Il risveglio              | 21 maggio 2018 | 22 maggio 2018  |
| 10 | Home             | Rotta per casa            | 28 maggio 2018 | 29 maggio 2018  |